# Música académica electrónica

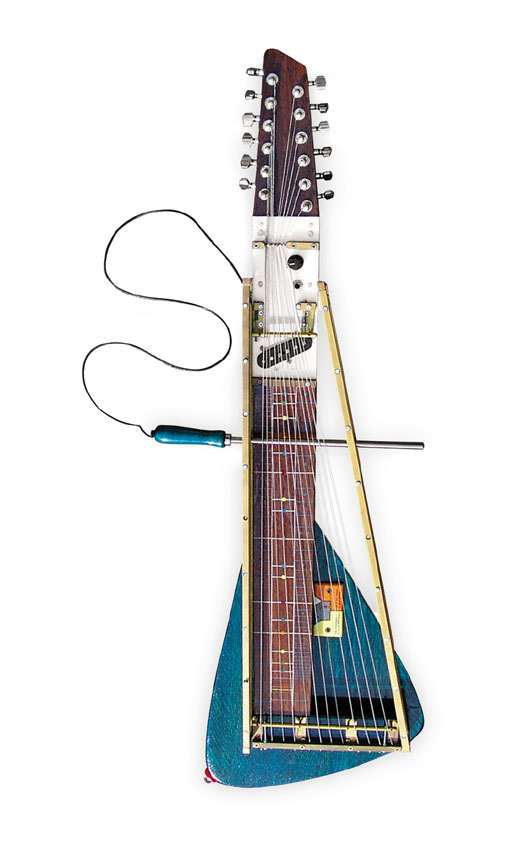
Moodswinger, instrumento usado en la música académica electrónica.

La música electrónica académica, también conocida como música electrónica artística, es un tipo de música académica que utiliza instrumentos y tecnologías musicales electrónicos en su creación e interpretación. Los artefactos de la música electrónica académica están relacionados con la búsqueda de un sonido innovador y «no acústico» como tal, junto con la búsqueda de innovaciones en la armonía, el ritmo, la forma, la instrumentación, etc; en contraste con las composiciones de música electrónica aplicada, que se basan en la armonía tonal y en técnicas armónicas familiares al oído (secuenciación, ostinato, modulación), métricas de compás acentuadas y construcciones formales sencillas (rondó, variaciones, suites, etc.) 

## Descripción
En términos generales, el concepto «música electrónica académica» describe el arte musical que se basa en la aplicación de la tecnología electrónica e informática y se inspira en gran medida en las mejores tradiciones de la escuela académica. Entre los compositores que han trabajado en esta dirección se encuentran Luciano Berio, Karlheinz Stockhausen, Janis Xenakis, Dieter Kaufmann, György Ligeti, Luigi Nono, Bruno Maderna, Pierre Boulez, Iancu Dumitrescu y otros. En el círculo de los músicos profesionales, la «música electrónica académica» hace referencia a las creaciones de los compositores más famosos que trabajaron en el ámbito de la música de vanguardia, experimental y alternativa (electroacústica, concreta, akusmática, espectral, estocástica, informática, etc.), como Edgar Vázquez, Edgar Varèse, Pierre Schaeffer, Max Matthews, Henry Cowell, Milton Babbitt, Henri Pousseur, entre otros.
En los países occidentales, la música electrónica académica suele estudiarse y producirse en centros universitarios (por ejemplo, el CCRMA de la Universidad Stanford) y en instituciones públicas como las radios públicas de Alemania y Francia o centros de investigación como el IRCAM y el GRM.
La música electrónica académica contemporánea incluye obras creadas mediante muestreo y síntesis, así como instrumentos musicales tradicionales cuyos sonidos se procesan electrónicamente. Su público son pequeñas comunidades de músicos e intérpretes académicos, cuyos miembros tienden a considerar la música electrónica como elitista e intelectual, más que popular y dominante.
El desarrollo de la música electrónica académica propició la aparición de diversas formas de música electrónica popular a finales de los años sesenta y setenta.